# Рассоховатое (Луганская область)
Рассоховатое (укр. Розсохувате) — село в Марковском районе Луганской области Украины. Входит в Просянский сельский совет.
Население по переписи 2001 года составляло 383 человека. Почтовый индекс — 92421. Телефонный код — 6464. Занимает площадь 0,929 км². Код КОАТУУ — 4422587703.

## Местный совет
92420, Луганська обл., Марківський р-н, с. Просяне, вул. Кірова, 15  (укр.)